# 러프 (옷)

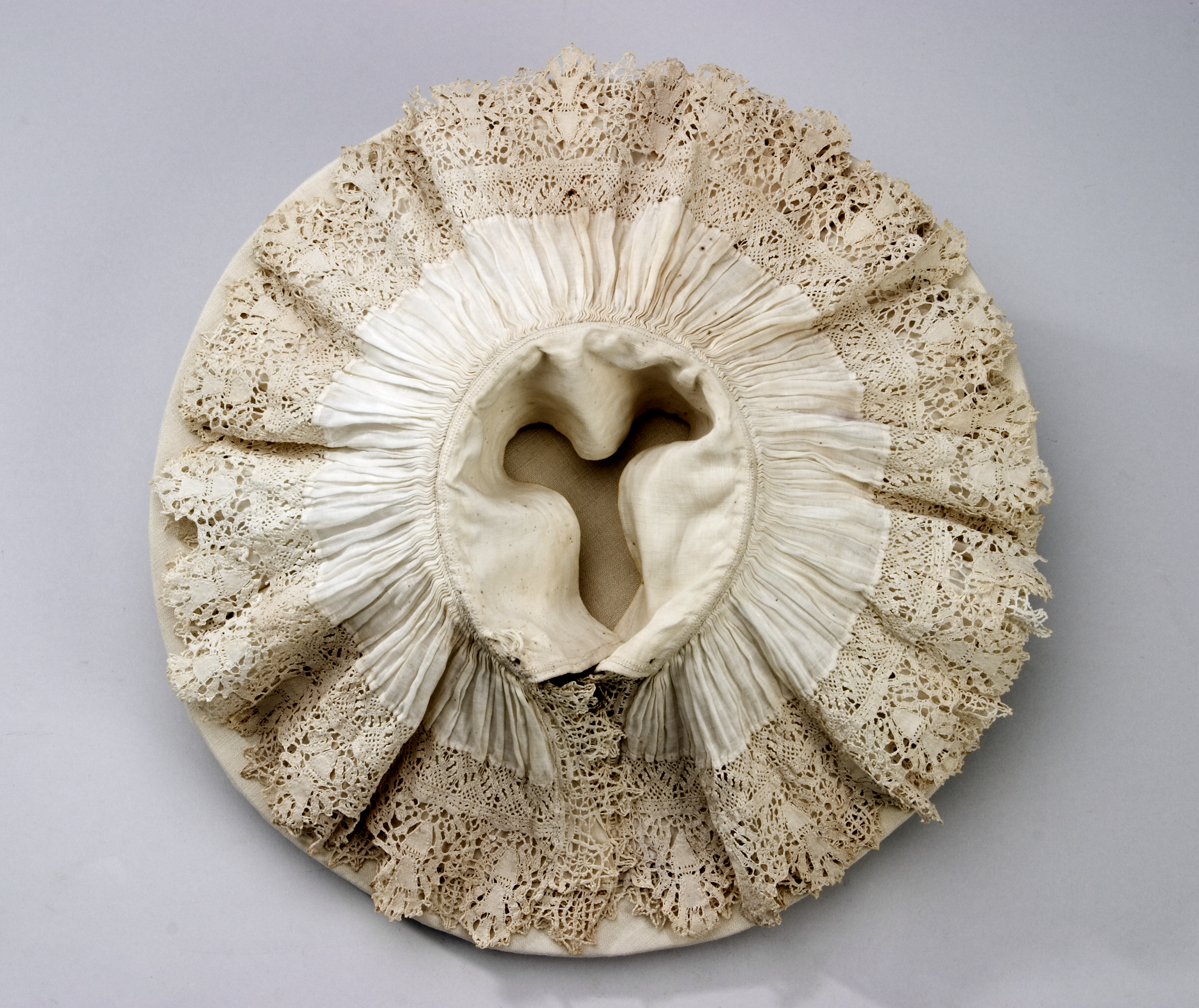
1620년대에 만들어진 러프.

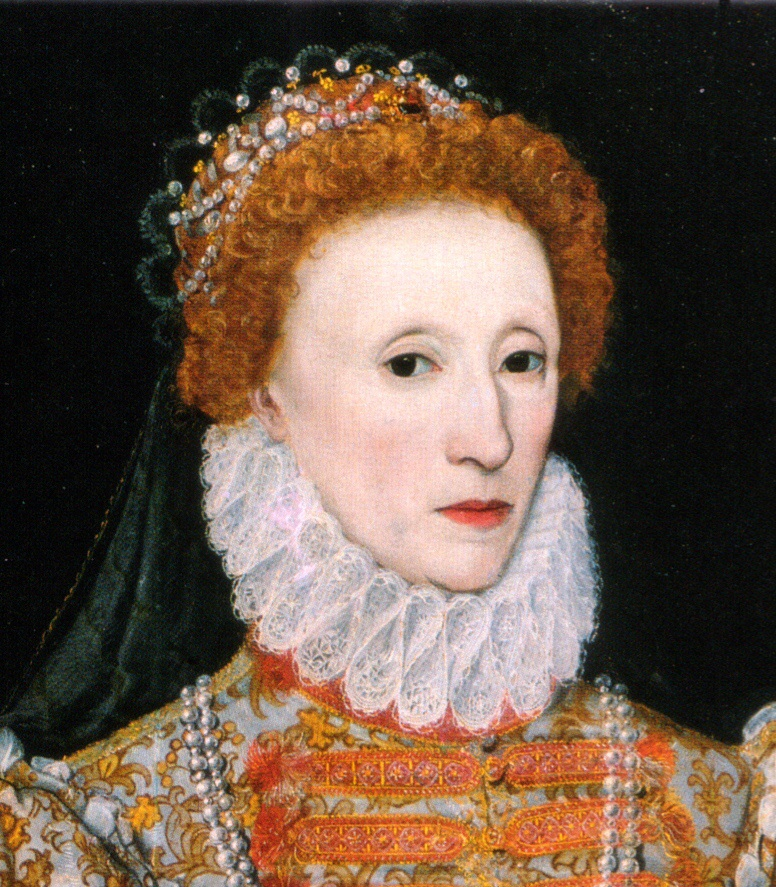
러프를 착용한 엘리자베스 1세의 초상화.

러프(Ruff)는 16세기 중반부터 17세기 중반까지 서유럽에서 착용했던 목둘레 착용품이다. 많은 초상화에서도 찾아볼 수 있는 러프는 주로 빳빳한 천으로 만들어졌으며 주름진 형태이다. 초기에는 실용적인 목적이었으나 점차 정교한 장식으로 활용되었다. 여성 뿐만 아니라 남성과 어린이 역시 착용했다.

## 같이 보기
- 깃